# Antoní Liberal

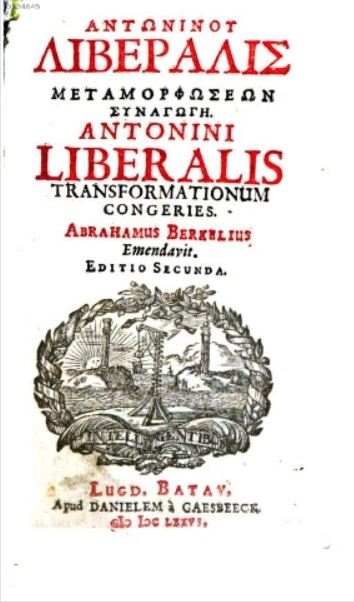
Publicació del 1676 de l'obra d'Antoní Liberal. Títol original: Μεταμορφώσεων Συναγωγή,(Metamorphoseon Synagoge, «col·lecció de transformacions»)

Antoní Liberal (en grec antic: Ἀντωνίνος Λιβεράλις; en llatí: Antoninus Liberalis) va ser l'autor d'una obra mitogràfica, anomenada Recull de metamorfosis (en grec antic: Μεταμορφώσεων Συναγωγή). Hom en desconeix completament la biografia, si bé de l'anàlisi de la llengua emprada en la redacció de la referida obra hom n'ha fet una datació aproximada entre els segles II i III dC.

## Recull de metamorfosis
L'obra d'Antoní Liberal és un recull de quaranta-una narracions que contenen en prosa, cada una d'elles, la transformació (metamorfosi) d'un o més éssers, siguin déus, humans o animals.
La relació de les indicades narracions és la següent:
| - I.- Ctesil·la - II.- Les Meleàgrides - III.- Híerax - IV.- Cragaleu - V.- Egipi - VI.- Perifant - VII.- Antos - VIII.- Làmia o Síbaris - IX.- Les Emàtides - X.- Les Miníades - XI.- Aèdon - XII.- Cicne - XIII.- Aspalis - XIV.- Múnicos | - XV.- Mèropis - XVI.- Ènoe - XVII.- Leucip - XVIII.- Aèropos - XIX.- Els lladres - XX.- Clinis - XXI.- Polifonte - XXII.- Cerambe - XXIII.- Batos - XXIV.- Ascàlabos - XXV.- Metíoque i Menipa - XXVI.- Hilas - XXVII.- Ifigenia - XXVIII.- Tifó | - XXIX.- Galintíada - XXX.- Biblis - XXXI.- Els messapis (messapis) - XXXII.- Dríope - XXXIII.- Alcmena - XXXIV.- Esmirna - XXXV.- Els bovers - XXXVI.- Pandàreu - XXXVII.- Els doris - XXXVIII.- El llop - XXXIX.- Arceofont - XL.- Britomartis - XLI.- La Guineu teumèsia |

La còpia més antiga que es conserva és un manuscrit de finals del segle ix, actualment a la Biblioteca Palatina de Heidelberg. L'any 1437 John Stojkovič el va portar al monestir del dominics a Basilea. El 1553, Hieronymus Froeben va donar el llibre a Otto Henrich, Elector del Palatinat qui el va desar a l'esmentada biblioteca. El 1623, amb la resta de llibres d'aquesta biblioteca, va ser portat a Roma. El 1798, va ser portat a París, com a part del botí de Napoleó Bonaparte pactat al Tractat de Tolentino. El 1816, va tornar a Heidelberg. Guilielmus Xylander en va fer una còpia impresa el 1598. Des d'aquesta data algunes pàgines han desaparegut.